# Eugen Uricec
Eugen Constantin Uricec (n. 10 mai 1958- 4 mai 2025)este un politician român, fost membru al Parlamentului României. Eugen Constantin Uricec a fost validat ca deputat PDL în legislatura 2004-2008 pe data de 13 august 2008, când l-a înlocuit pe deputatul Aurel Olarean.
În legislatura 2008-2012, Eugen Constantin Uricec a fost ales ca deputat pe listele PDL, a devenit membru PSD din aprilie 2012 și a fost membru în grupurile parlamentare de prietenie cu Republica Austria și Republica Polonă. În legislatura 2012-2016, Eugen Constantin Uricec a fost deputat pe listele PSD  și a fost membru în grupurile parlamentare de prietenie cu Republica Indonezia, Bosnia și Herțegovina, Republica Cipru. În martie 2017, Eugen Constantin Uricec a fost numit secretar de stat în Ministerul Mediului.A murit 4 mai 2025.